# Укен (Японія)

Укен (яп. 宇検村, うけんそん, укен сон) — село в Японії, у південній частині префектури Каґосіма, заході острова Амамі-Осіма.